# کمیته المپیک اسلواکی
کمیته المپیک اسلواکی (اسلواکی: Slovenský olympijský a športový výbor) یک سازمان ورزشی است که نماینده کشور اسلواکی در کمیته بین‌المللی المپیک می‌باشد.
این سازمان که در سال ۱۹۹۱ تأسیس شده مسئول آماده‌سازی و اعزام ورزشکاران به بازی‌های المپیک، بازی‌های المپیک جوانان و بازی‌های اروپایی است.